# Ла-Мударра
Ла-Мударра (ісп. La Mudarra) — муніципалітет в Іспанії, у складі автономної спільноти Кастилія-і-Леон, у провінції Вальядолід. Населення — 180 осіб (2010).
Муніципалітет розташований на відстані близько 180 км на північний захід від Мадрида, 23 км на північний захід від Вальядоліда.

## Демографія
Динаміка населення (INE ):